# 스기모토 게이타
스기모토 게이타(일본어: 杉本 恵太, 1982년 6월 13일 ~ )는 일본의 전 축구 선수이다.

## 구단 경력
과거 나고야 그램퍼스 에이트, 도쿠시마 보르티스에서 활동하였다.

## 가족
- SKE48 11기 연구생 스가모토 리이나(딸/생일:2008년 9월 20일)